# تویو سیکان
تویو سیکان (انگلیسی: Toyo Seikan) شرکت بسته‌بندی ژاپنی است، که در سال ۱۹۱۷ تأسیس شد.